# Reine du Festival de Viña del Mar
La reine du Festival international de la chanson de Viña del Mar est le titre donné par la presse de spectacles à la femme la plus éminente du festival.

## Liste des reines
Liste officielle des reines du Festival international de la chanson de Viña del Mar, depuis 1982
| Reines | Reines | Reine                       | Pays      | Chaîne      |
| ------ | ------ | --------------------------- | --------- | ----------- |
| 1re    | 1982   | Raffaella Carrà             | Italie    |             |
| 2e     | 1983   | Lucía Méndez                | Mexique   |             |
| 3e     | 1984   | Gianina Matei               | Roumanie  |             |
| 4e     | 1985   | María Conchita Alonso       | Venezuela |             |
| 5e     | 1986   | Cindy Valentine             | Canada    |             |
| 6e     | 1987   | Irene Llano                 | Chili     |             |
| 7e     | 1988   | Marcela "Mache" Sánchez     | Pérou     |             |
| 8e     | 1989   | Myriam Hernández            | Chili     |             |
| 9e     | 1990   | Xuxa                        | Brésil    |             |
| 10e    | 1991   | Yuri                        | Mexique   |             |
| 11e    | 1992   | Lucero                      | Mexique   |             |
| 12e    | 1993   | Gloria Trevi                | Mexique   |             |
| 13e    | 1994   | Sofía Vergara               | Colombie  |             |
| 14e    | 1995   | Patricia Manterola          | Mexique   |             |
| 15e    | 1996   | Paola Falcone               | Chili     |             |
| 16e    | 1997   | Thalía                      | Mexique   |             |
| 17e    | 1998   | Sofía Franco                | Pérou     |             |
| 18e    | 1999   | Carla Perez                 | Brésil    |             |
| 19e    | 2000   | Celia Cruz                  | Cuba      |             |
| 20e    | 2001   | Natalia Oreiro              | Uruguay   |             |
| 21e    | 2002   | Patricia Manterola          | Mexique   |             |
| 22e    | 2003   | María Eugenia Larraín       | Chili     | Canal 13    |
| 23e    | 2004   | Carolina "Pampita" Ardohain | Argentine | Canal 13    |
| 24e    | 2005   | Luciana Salazar             | Argentine | Chilevisión |
| 25e    | 2006   | Tonka Tomicic               | Chili     | TVN         |
| 26e    | 2007   | Diana Bolocco               | Chili     | Canal 13    |
| 27e    | 2008   | Pilar Ruiz                  | Colombie  |             |
| 28e    | 2009   | Catherine Fulop             | Venezuela |             |
| 29e    | 2010   | Carolina Arregui            | Chili     | Canal 13    |
| 30e    | 2011   | Andrea Dellacasa            | Argentine | Canal 13    |
| 31e    | 2012   | Valeria Ortega              | Chili     | Canal 13    |
| 32e    | 2013   | Dominique Gallego           | Chili     | Canal 13    |
| 33e    | 2014   | Sigrid Alegría              | Chili     | Canal 13    |
| 34e    | 2015   | Jhendelyn Núñez             | Chili     | Canal 13    |
| 35e    | 2016   | Nicole Moreno               | Chili     | Canal 13    |
| 36e    | 2017   | Kika Silva                  | Chili     | Canal 13    |
| 37e    | 2018   | Betsy Camino                | Cuba      | Canal 13    |
| 38e    | 2019   | Chantal Gayoso              | Chili     | TVN         |

## Statistiques

### Nombre de victoires par pays
| Victoires | Pays      | Années                                                                             |
| --------- | --------- | ---------------------------------------------------------------------------------- |
| 13        | Chili     | 1987, 1989, 1996, 2003, 2006, 2007, 2010, 2012, 2013, 2014, 2015, 2016, 2017, 2019 |
| 7         | Mexique   | 1983, 1991, 1992, 1993, 1995, 1997, 2002                                           |
| 3         | Argentine | 2004, 2005, 2011                                                                   |
| 2         | Pérou     | 1988, 1998                                                                         |
| 2         | Brésil    | 1990, 1999                                                                         |
| 2         | Colombie  | 1994, 2008                                                                         |
| 2         | Venezuela | 1985, 2009                                                                         |
| 1         | Italie    | 1982                                                                               |
| 1         | Roumanie  | 1984                                                                               |
| 1         | Canada    | 1986                                                                               |
| 1         | Cuba      | 2000, 2018                                                                         |
| 1         | Uruguay   | 2001                                                                               |

### Sources
- (es) Cet article est partiellement ou en totalité issu de l’article de Wikipédia en espagnol intitulé « Reina del Festival de Viña del Mar » (voir la liste des auteurs).